# Немец, Олдржих
Олдржих Немец (чеш. Oldřich Němec; 16 июля 1922, Прага — 14 марта 1995) — чехословацкий хоккеист, выступавший за команду «ЛТЦ Прага» и национальную сборную Чехословакии. Чемпион мира и Европы 1949 года.

## Биография
Олдржих Немец родился 16 июля 1922 года в Праге.
Почти всю свою карьеру провёл в славном клубе «ЛТЦ Прага», с которым 3 раза становился чемпионом Чехословацкой хоккейной лиги.
С 1948 по 1949 год Немец выступал за национальную сборную Чехословакии по хоккею. В 1949 году стал чемпионом мира и Европы. Всего за сборную Чехословакии провёл 15 игр, забросил 2 шайбы.
После того, как по инициативе коммунистической власти страны клуб ЛТЦ был расформирован, Немец продолжил играть за эту команду, но уже под названием «Татра Смихов», завершив карьеру в 1954 году.
Умер 14 марта 1995 года, в возрасте 72 лет.

## Достижения
- Чемпион мира 1949
- Чемпион Европы 1949
- Чемпион Чехословакии 1946, 1947 и 1949
- Бронзовый призёр чемпионата Чехословакии 1950 и 1952